# Olga Ruder-Zeynek
Olga Rudel-Zeynek, född 1871, död 1980, var en österrikisk politiker (Kristligtsociala partiet (Österrike)). Hon var talman för Österrikes parlament 1927-1933. Hon var den första kvinnliga talmannen i Österrike. 